# ماموستا برهان عالی
ماموستا برهان عالی (زاده: بهار ۱۳۳۲ در روستای کانی سانان شهرستان مریوان - درگذشت: ۲۲ شهریور ۱۳۸۸ سنندج)؛ امام جمعه موقت سنندج ، عضو شورای عالی افتاء ، عضو شورای حل اختلاف سنندج و روحانیت مرکز بزرگ اسلامی غرب کشور در شب ۲۲ رمضان پس از اقامه نماز و اجرای مراسم شب‌های قدر در منزل خود و در جوار مسجد قبا در شهرک بهاران، شهر سنندج در سن ۵۶ سالگی توسط گروه سلفی های تندرو  ترور شد.

## زندگی‌نامه
ماموستا ملا برهان عالی فرزند ملا محمد صادق از خاندان ملا جارالله (جان الله) مدفون در پیراورامان و بانو ملیحه (مه‌لقا) قادر نژاد فرزند بابا رحمان از سادات چور و از نوادگان عالم مشهور ملا ابوبکر مصنف چوری، در سال ۱۳۳۲ در روستای کانی سانان در ۷ کیلومتری شهر مریوان دیده به جهان هستی گشود.
برهان عالی، مقدمات علوم دینی را به تدریج در مکتب پدر خویش فرا گرفت. در شهریور ماه ۱۳۵۱ پس از اتمام تمامی سطوح دروس حوزوی موفق به دریافت اجازه علمیه از طرف پدر بزرگوارش می‌شود که به تأییدشیخ عثمان سراج نقشبندی در خانقاه محمودآباد دورود رسیده و نیز ماموستا سید عطاءالله سبزواری چوری و ماموستا  محمد زاهد ضیایی پاوه  ماموستا ملا عبدالله کاتب متخلص به فنایی و سایر عالمان برجسته منطقه رتبه علمی و اجازه علمیه او را تأیید نموده‌اند.
پس از آن همچنان در کنار پدر خویش به تدریس علوم دینی و اقامه نماز جمعه و جماعت در روستا پرداخت تا آن که پس از مهاجرت پدرش به روستای بیاره، از سال ۱۳۶۰ به صورت رسمی جانشین وی شد و کلیه مسئولیت‌های تدریس و اقامه نماز جمعه و جماعت را بر عهده گرفت.
جنگ تحمیلی و بمباران پیاپی هواپیماهای بعث، عاقبت موجب شد، پس از آوارگی از روستایی به روستای دیگر، سرانجام در مریوان ساکن شود و علاوه بر عموم مسائل دینی به همکاری با آموزش و پرورش پرداخته و درس‌های بینش اسلامی، فلسفه و منطق را در مدارس و دبیرستان‌های مریوان به جوانان تعلیم دهد.
سال ۱۳۷۶ در امتحانات تعیین سطح دانشگاه الهیات دانشگاه تهران شرکت کرد و مدرک سطح دو (معادل کارشناسی) را دریافت نموده و در سال ۱۳۸۰ بار دیگر در امتحانات تعیین سطح موفق به اخذ درجه کارشناسی ارشد گشت و از پایان‌نامه خود با عنوان «ترجمه و تحقیق کتاب لب الاصول» دفاع کرد.
ماموستا برهان عالی از سال ۱۳۷۵ تا زمان کشته شدن در سنندج ساکن گشت؛ و ضمن کار در آموزش و پرورش، ابتدا امامت مسجد حاج شیخ محمد را به عهده گرفت و پس از مدتی راهی مسجد حاج مسعود در محلهٔ آغا زمان سنندج شد و قریب به نه سال به عنوان امام جماعت و مدرس در این مسجد خدمت نمود.
ایشان به سبب روحیه مردمی که داشت در شورای روحانیت و شعبه حل اختلاف‌های مردمی دادگاه فعالیت‌های قابل توجهی داشت و خصم‌های بسیاری را به دوستی تبدیل نمودند.
با آغاز عملیات ساختمانی مسجد جامع قبای بهاران در شهر سنندج، همکاری خود را با هیئت امنای آنجا آغاز نمود و با افتتاح مسجد در سال ۱۳۸۵ ماموستا عالی به عنوان امام جمعه این مسجد معرفی گردید. توانست در مدت سه سال، ضمن تلاش برای تکمیل ساختمان مسجد، پایگاهی قدرتمند را برای دین و دینداران در آنجا ایجاد نماید.
ملا برهان عالی امام جمعهٔ مسجد قبای سنندج روز شنبه ۲۱ شهریور ۱۳۸۸ برابر با ۲۲ رمضان المبارک ۱۴۳۰ حدود ساعت ۱۲ شب پس از اتمام نماز تراویح و مراسم شب قدر افرادی ناشناس با مراجعه به درب منزلش و به بهانه پرسش سؤال شرعی و دینی از منزل خارج و مورد حملهٔ مسلّحانه قرار گرفت و به شهادت رسید.
پیکر ایشان روز ۲۳ شهریور ۱۳۸۸ بر روی دستان مردم سنندج تشییع و در بهشت محمدی سنندج به خاک سپرده شد.
در سال ۱۳۹۴ در شهر مریوان یک بلوار حد فاصل میدان نوروز تا چهار راه فرعی بیمارستان بوعلی و ابتدای شهرک نوبهار به نام ماموستا برهان عالی نامگذاری گردید.

## گرایش به طریقت و تصوف
شهید حاج ماموستا ملا برهان‌عالی متمسک و علاقه‌مند به تصوف و عرفان بود و رشد و ترقی بشری را در جهت کسب سعادت اخروی در آن می‌دید البته از راه علم و تقوی و کار مفید و سازنده.

در این عرصه تابع طریقت نقشبندیه بود و برای مریدان این طریقت احترام فراوان قائل بود و آن‌ها را به این کار تشویق می‌نمود.

## آثار به جا مانده
دیوان اشعار مولود نامه و معراج نامه کردی، توسل و شفاعت و استمداد، ارث در اسلام، شرح دیوان آفتاب، اهمیت زن و حقوق او در مکتب دین، چرا باید مسلمان باشیم، مولود پیامبر (ص) و چندین اثر ارزشمند دیگر از وی به یادگار مانده‌است.